# Gej
Gej (angleško gay) je izraz, ki se v prvi vrsti nanaša na homoseksualne osebe ali za značilnosti glede homoseksualnih zadev. Beseda gay se je v angleščini prvotno uporabljala v pomenu za »brezskrben«, »vesel« ali »svetel in ponašajoč se«.
Izraz  kot nanašalnica na homoseksualnost se je prvič pojavil že konec 19. stoletja, vendar pa se je njegova raba postopoma povečala v 20. stoletju. V sodobni slovenščini je beseda gej lahko bodisi pridevnik (npr. gej film) bodisi samostalnik (npr. pravice gejev), ki se nanaša na ljudi, še posebej na gej moške ter prakse in kulture, povezane s homoseksualnostjo. Do konca 20. stoletja so besedo gej priporočali večje LGBT skupine in slogovni vodniki kot opis za ljudi, ki jih privlačijo osebe istega spola.